# 自動空気ブレーキ
自動空気ブレーキ（じどうくうきブレーキ）は、鉄道車両で使用される空気ブレーキ方式の一つである。

## 概要
自動空気ブレーキとは（単に自動ブレーキともいう）、列車の編成各車に連なる貫通ブレーキとしてブレーキ管 (BP) を用いる空気圧指令式のブレーキ方式である。無電源で制御可能であり、列車分離時に編成各車に自動的にブレーキがかかることから「自動空気ブレーキ」と命名された。
従前の編成指令用の空気ブレーキは直通空気ブレーキや蒸気ブレーキや真空ブレーキであった。しかし直通ブレーキはブレーキ管の損傷や外れ、列車分離が起こってブレーキ管から空気が抜けた場合に車輪へのブレーキ力も抜け、ノーブレーキになるという大きな欠点がある。それを改善するためにアメリカのジョージ・ウェスティングハウスが考えたフェイルセーフな方式がこの自動空気ブレーキであり、現在、世界の鉄道の客貨車や電車の常用ブレーキとして最も広く普及している標準的な空気ブレーキ方式である。2017年現在、日本においては新規に製造される電車の常用ブレーキとしては採用されることはまずないものの、非常ブレーキにはこの自動空気ブレーキの原理が用いられているものが一般的である。

## 特徴

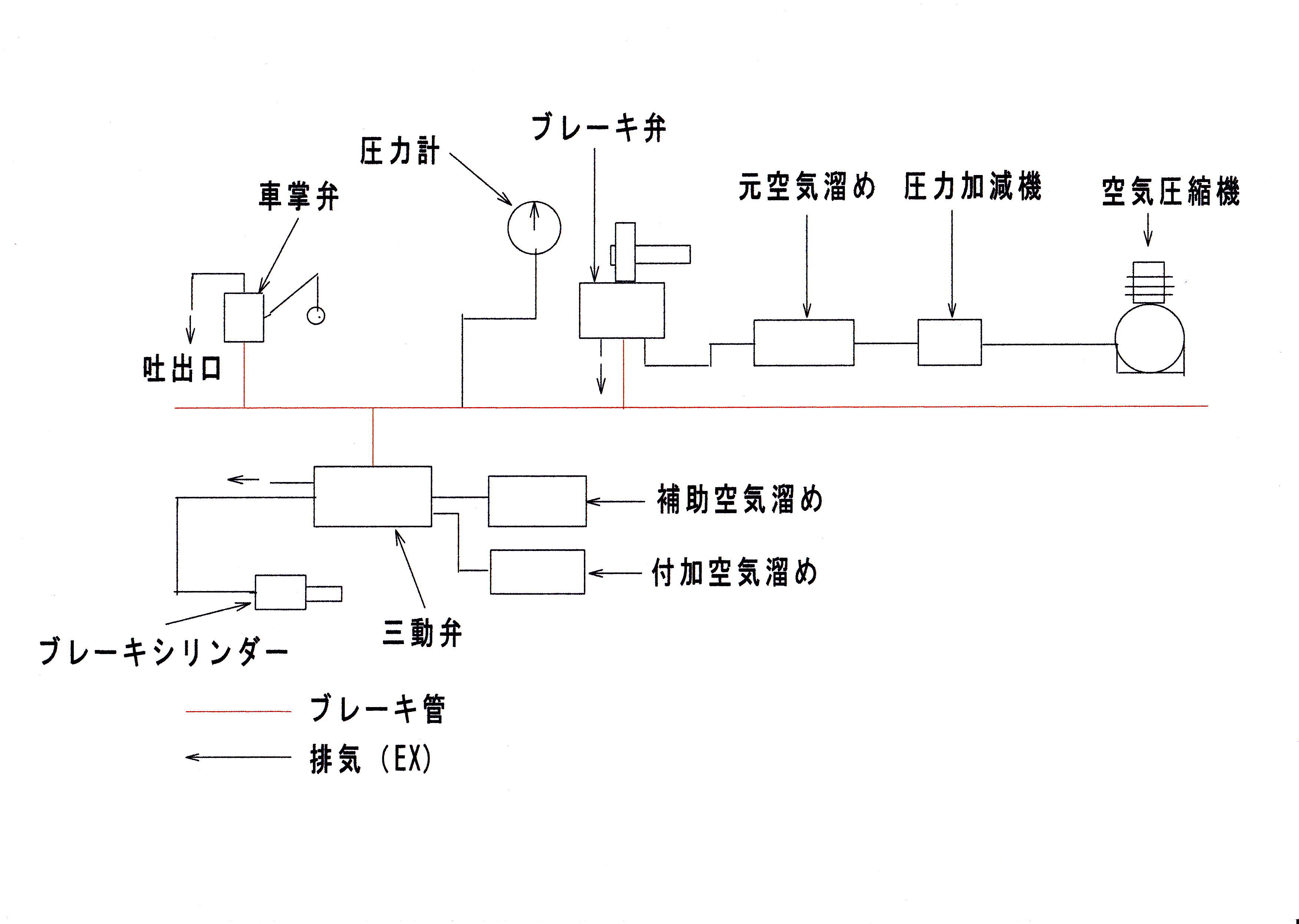
自動空気ブレーキのモデル図

このブレーキ方式の最大の特徴は、その制御に指令圧力が低くなると逆に制御圧力が高くなるという逆比例特性の流量増幅弁、即ち、ブレーキ制御弁（単に制御弁、または三動弁、動作弁、分配弁ともいう）を用いた点にある。制御の流れは、
1. 指令圧力としてブレーキ管に圧縮空気 (490 kPa≒5 kgf/cm2) を常時加圧する。
2. ブレーキ時にブレーキ管圧力を減圧する。
3. ブレーキ制御弁を介し、制御対象であるブレーキシリンダに対して圧縮空気を込める、

というものである。ブレーキ作用としては、常用ブレーキの空走時間（無効時間）短縮用に急ブレーキ作用、非常ブレーキ用に急動作用がある。
この方式では、指令に用いるブレーキ管を通じて常時空気圧を各車の三動弁へ供給し、各車両に設置された補助空気溜（常用ブレーキ用）および付加空気溜（非常ブレーキ用）と呼ばれる空気タンクに蓄圧してこれをブレーキシリンダ駆動の動力源として用いている。つまり、制御・指令系統空気配管1系統で動力供給源も兼ね、さらに常時加圧していることで圧力低下を列車分離等の非常時の検出に用い、加圧空気が抜けたときにはブレーキがかかるフェイルセーフをも実現するという、極めて合理的かつ巧妙な機構を実現している。
なお、ブレーキ弁で直接ブレーキ管の圧力を制御した場合、「常用ブレーキ」位置に置いた時間が同じでも、編成長によりブレーキ管圧の下がり方に差が出てしまう。それを補うため、実際の車両ではブレーキ弁に釣り合い空気溜が併設されており、ブレーキ弁で釣り合い空気溜を減圧する（釣り合い空気溜は容積が一定なので、ブレーキ弁を操作する時間と圧力の下がり方の関係が編成長に影響されにくい）。そして、ブレーキ管圧は釣り合いピストンの上下に伴う吐出弁の開閉によって釣り合い空気溜と同じ圧力になるよう制御される。
また、これとは別に元空気溜管（Main Reservoir Pipe：MRPあるいはMR管などと略称する）と呼ばれる空気圧供給専用の配管を編成全体に引き通すことで、頻繁なブレーキ操作に伴うブレーキ力の低下を阻止することも可能である。この方式は機関車に牽引される客車や貨車よりも加減速の機会の多い電車や気動車と、高速運転を行う客貨車に用いられる。

## 自動ブレーキ弁

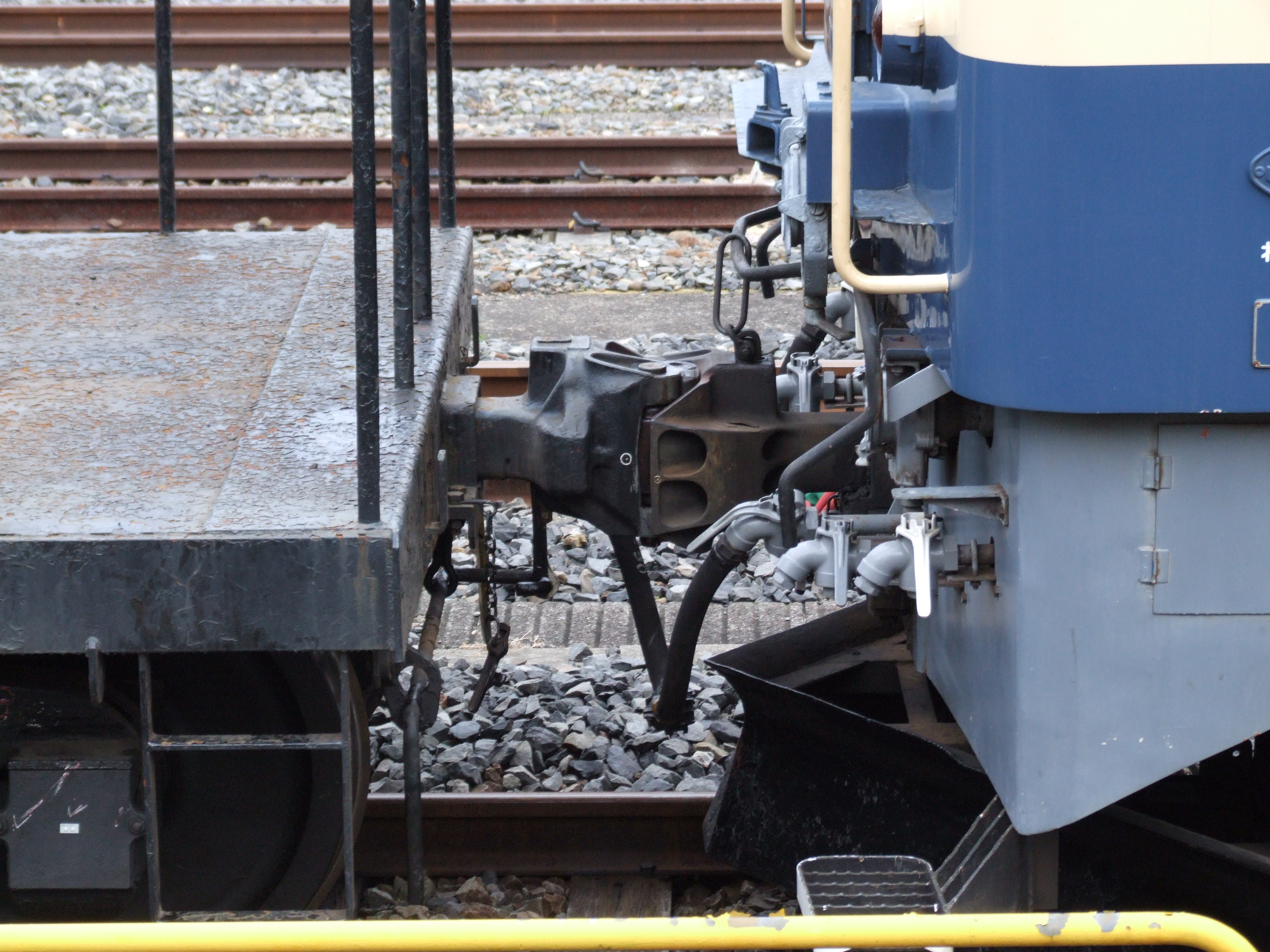
EF65電気機関車とホキ800形との連結部分、自動ブレーキ管ホースが連結されている。ブレーキ管に490kPa (5kgf/cm^{2}) の空気圧が込められている時、編成車両のブレーキシリンダーの圧力はゼロとなる。運転席にある自動ブレーキ弁（自弁）の操作によりブレーキ管の空気圧を増減させることによって編成車両のブレーキシリンダーの圧力を操作する。

機関車において自動ブレーキを制御するためには、運転席にある自動ブレーキ弁（自弁）を使用する。自弁には「緩め」「運転」「保ち」「抜取」「重なり」「常用ブレーキ」「非常ブレーキ」の各位置があり、運転士がこの位置を変えることでブレーキを取り扱う。
自動ブレーキ弁の代表例としては機関車用のK14・KE14と電車用のM23・M24の2系列が挙げられる。
これらはいずれもオリジナルはWABCOの設計であり、日本ではライセンス供与先である三菱電機と日本エヤーブレーキ（現・ナブテスコの前身）の2社によって大量に供給された。
ブレーキ弁の操作位置は以下の7位置がある。
緩め
元空気溜の圧縮空気（主に890kPa≒9kgf/cm2）を直接ブレーキ管および釣り合い空気溜に込める位置である。列車のブレーキを急速に緩める時やブレーキ管の貫通確認に使用する。
運転
ブレーキ管および釣り合い空気溜に圧縮空気 (490kPa≒5kgf/cm2) を込める位置である。運転中は常にこの位置に自弁を置き、被牽引車両に圧縮空気を込めている。機関車のブレーキが緩むのは自弁が「運転」位置であることに加え、単弁（単独ブレーキ弁）も「運転」位置であることが必要である。
保ち
機関車のブレーキを保ったままブレーキ管に圧縮空気を込めて被牽引車両のブレーキを緩める位置である。下り坂において機関車のブレーキを残して速度を抑えながら走行する時や、ブレーキ緩解時の衝動を無くすために使用される。
抜取（ぬきとり）
ブレーキハンドルを着脱するための位置である。車輛によっては重なり位置を抜取位置と共用するものもある。
重なり
ブレーキ管の圧力を保持するための位置である。ブレーキ管の減圧も増圧も行わない。「常用ブレーキ」位置により減圧後、この位置に置く。車両間のブレーキ管のつなぎ目からわずかに空気がもれるため、実際には少しずつブレーキが強くなる。これを防ぐ為の方法として補給制動がある。
常用ブレーキ
ブレーキ管の空気を大気中に排出して管内圧力を低下させ、被牽引車両にブレーキを作用させる位置である。この位置に置く時間によって減圧量、すなわちブレーキ力が変わってくる。
非常ブレーキ
ブレーキ管の圧力を急激に大気へ排出することで、被牽引車両に非常ブレーキを作用させる位置である。直ちに停止しなければならない状況が発生した時に使用する。M三動弁やA動作弁などの場合は、通常の補助空気溜からの空気圧供給に加え、付加空気溜に蓄えられた空気圧をバイパス弁経由でブレーキシリンダーに送り込むことで常用ブレーキよりも大きな力でブレーキを動作させるようになっている。ブレーキ管圧力を一気に放出するため「シャーッ」という大きな音がする。当然ながら常用ブレーキ使用時に比べてブレーキ管の内圧は大きく降下するため、緩解のための加圧には非常に時間がかかる。

## ブレーキ制御弁
このブレーキ方式に用いる主な構成部品として、ブレーキ制御弁がある。
大別して二圧力式制御弁と三圧力式制御弁の2種が存在し、前者から後者へと徐々に移行が進んだ。

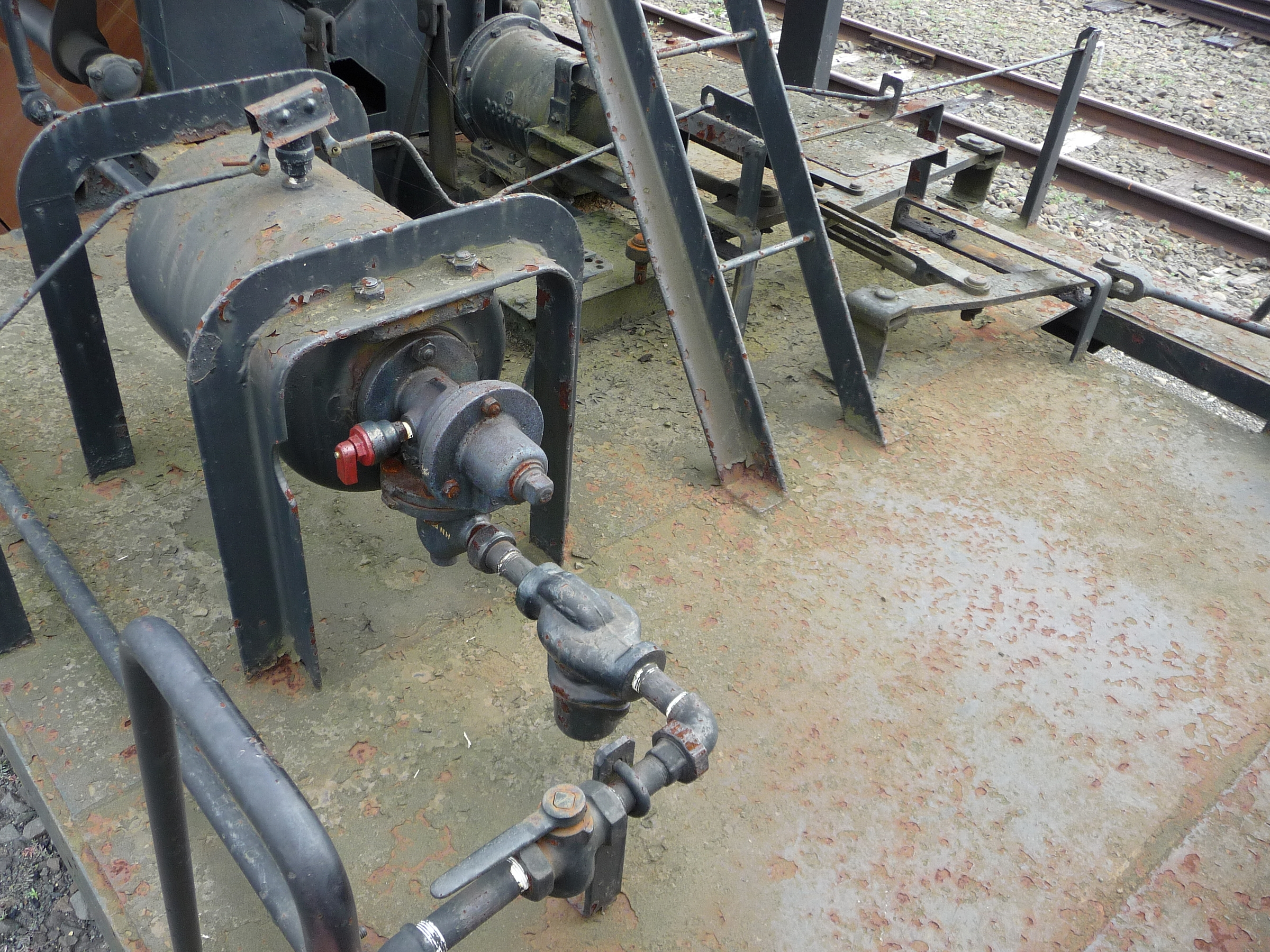
JR北海道ホキ800形の自動空気ブレーキ装置周辺。左側の支持架で吊られた円筒が空気溜、その手前側の赤いコックが付いた部品がK三動弁、そして右側の梯子の奥に見える円筒形の部品がブレーキシリンダーである。なお、Kブレーキでもこのようにブレーキシリンダーと三動弁周辺が分離されたタイプをKDブレーキと称する。

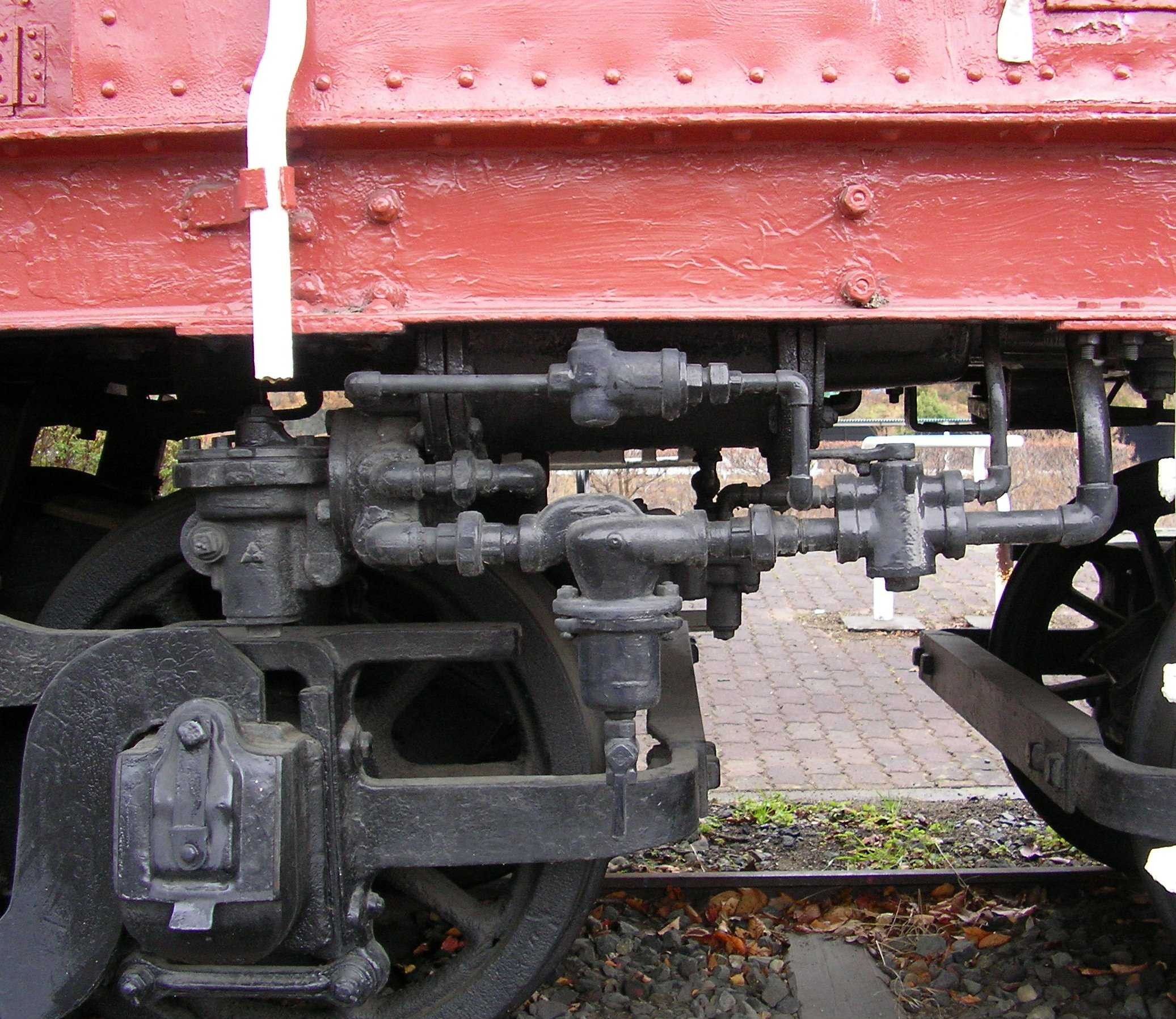
上田交通ED25 1（保存車）の自動空気ブレーキ装置周辺。左側軸箱直上、白いパイプの真下に置かれた小さく三菱のロゴの入った円筒形の部品が、このシステムの心臓部となるM三動弁である。

### 二圧力式制御弁
二圧力式制御弁の多くは自動空気ブレーキそのものの発明者であるジョージ・ウェスティングハウスが興したアメリカ・ウェスティングハウス・エア・ブレーキ社（WABCO、現ワブテック社）の手によって開発されたものである。
およそ30年に渡る試行錯誤を経てシステムとして確立された客車用のP弁、貨車用のK弁を出発点として、電車用のM弁、客車・電車の長大編成・高速化に対応したU自在弁など目的に応じて様々な派生モデルが同社の手で生み出され、これらは真空ブレーキに長く固執したイギリスを除く世界各国に広く普及した。
WABCOによって開発された代表的な自動空気ブレーキ用二圧力式ブレーキ制御弁は下記の通り。
P三動弁
客車用。1885年に開発。日本では客車用として鉄道省に制式採用され、大量導入された。アメリカなどではインターアーバンの黎明期に電車用としても使用された。
K三動弁
貨車用。1905年頃開発。ブレーキシリンダとブレーキ制御弁を一体化したもの。
M三動弁
電車用。P弁を基に高速電車での応答性能改善を目的として1909年に開発。日本では国鉄・私鉄を問わず幅広く普及し、一部の電気機関車にまで採用された。ただし、非常ブレーキの作用に問題があり、長大編成での使用に適さない。
F三動弁
電動貨車・小型電気機関車用。M弁を簡略化したもの。
U自在弁
旅客車用。U万能弁とも呼ばれ、P弁からR弁（1904年）やT弁（1906年）、M弁、そしてL弁を経て高速・長大編成対応として1913年に開発。伝達促進・階段緩め・非常急動などの複雑なブレーキ制御を、精緻な機構部による巧妙かつ鋭敏な切り替え動作で実現した。客車と電車の双方に使用され、電車では空気圧制御だけで10両編成以上の長大編成を実現可能とした。日本では鉄道省が一時試用したが国鉄の運用環境では巨大かつ複雑精緻に過ぎて採用されず、本格採用は高速運転あるいは長大編成での運転を実施した新京阪鉄道、阪和電気鉄道、参宮急行電鉄、大阪電気軌道、それに大阪市電気局と関西の5社局に限られた。
AB制御弁
貨車用。高速・長大編成対応として1932年に開発。日本には導入されなかったが、アメリカでは1933年以降新造の貨車について搭載が義務づけられて急速に普及し、戦時輸送を支えた。
なお、電車用については、ブレーキシステム全体を指してAMUブレーキなどの形式名で呼ばれることがあるが、これは自動空気ブレーキ (Automatic air brake) を示すA、電動車 (Motor car) 用を示すM、それに使用するブレーキ制御弁の種類（この場合はU自在弁）を示すUを順に並べたWABCOでの社内呼称であり、この例では「電動車用U自動空気ブレーキ」を表す。
WABCO以外の手による二圧力式ブレーキ制御弁としては、日本で実用されたものとして、以下の3種の存在が知られている。
J三動弁
M弁対抗として総合電機企業としてのウェスティングハウスのライバルであるゼネラル・エレクトリック(GE)社が開発した。なお、ブレーキシステムとしての名称はAVR (Automatic Valve Release) ブレーキとなり、日本、特に国鉄でこのブレーキについて慣習的に用いられていたWABCO流のルールに基づくAMJブレーキという呼称は国際的には通用しない。日本では一時国鉄が電車用として採用し、GE社製、あるいは同社とのライセンスに基づく東芝製の電装品を車両に導入した一部私鉄などでも採用例が存在する。
A動作弁
旅客車用。P弁やM弁の簡易性とU弁の高性能を折衷して日本エヤーブレーキ社（現・ナブテスコ）で1928年に開発された。元々は日本の鉄道省が制式客車の自動ブレーキ装置を国産化の上で統一する見地から、日本エヤーブレーキと三菱電機の両社にそれぞれ新型ブレーキ弁の開発を要請、比較試験の結果、日本エヤーブレーキの方式が採用されて、制式客車用AVブレーキ装置に用いられたものである。その後、客車だけではなくU自在弁では手に余るがM三動弁では性能が不足する日本の郊外電車や都市間高速電車用として、U弁ほどの長大編成には対応できないものの、M弁と比較して高い保安性が得られ、しかも製造・保守コストが比較的低廉である、という中庸ぶりが評価され、1950年代までに爆発的に普及した。
C三動弁
A動作弁の後継機種として第二次世界大戦後に、電磁給排弁を併用することで発電ブレーキと自動空気ブレーキの連携を図る、電磁自動空気ブレーキとしての使用を前提として日本エヤーブレーキ社で開発された。A弁では非常部と常用部でブレーキ力に格差があったのを是正し、U弁と同様に非常部でも中継弁併用で階段緩めの使用を可能とした点が特徴である。ただし、日本におけるそのデビューがWABCO開発でより高性能な電磁直通ブレーキの導入期に重なっていたこともあり、1950年代から1960年代にかけての時期に日本の私鉄各社が製造した、カルダン駆動方式を採用する高性能車の一部に採用されたに留まる。

### 三圧力式制御弁

#### 概要
従前の二圧力式制御弁の場合、主要部品として、ブレーキ制御弁、常用ブレーキ用に補助空気だめ、その後、非常ブレーキで併用するための付加空気だめが設けられ、配管や空気ダメが増加した。この種の制御弁では、繰返しブレーキで込め不足による保安度低下や滑り弁の固渋による故障といった課題を抱えている。気動車のブレーキ事故の多くもこの種の二圧力式制御弁に集中している。
そこで、現在の日本の鉄道では、三圧力式制御弁という現代的な自動空気ブレーキ方式が普及している。この方式は100km/hで運転される10000系高速貨車用CLEブレーキとして1960年代初頭に開発されたものである。当初これに用いられたブレーキ制御弁はKU1と呼称し、従来の二圧力式制御弁と比較して信頼性や保安度が高く、ダイヤフラム弁で省保守、低コスト、階段ブレーキや階段緩めが可能、といった特徴がある。
この現代的な自動空気ブレーキ方式の構成部品には、ブレーキ制御弁、基準圧力用の定圧空気だめ、常用ブレーキと非常ブレーキとに併用できる供給空気だめ、これに空気源の元空気だめがある。

#### 動作
構成と動作を以下に示す。文中の () 内の文字は、図中の○で囲まれた文字に対応する。運転、重なりなどのブレーキ弁位置については、前項の#自動ブレーキ弁を参照のこと。
通常の運転状態（ブレーキ弁は運転位置）
ブレーキ管 (2) に常に圧縮空気が込められており、この空気は、弁 (3) と弁 (5) を通じて、供給空気だめ (1) と定圧空気だめ (4) にも送られている。
ブレーキング開始（ブレーキ弁は常用ブレーキ、または非常ブレーキ位置）
ブレーキ管 (2) の圧力が減圧されるため、弁 (3) と弁 (5) は供給空気だめ (1) と定圧空気だめ (4) の圧力により遮断される。定圧空気だめ (4) は減圧される前のブレーキ管の圧力に保たれた状態であるため、定圧空気だめに接続された (A) 室とブレーキ管に接続された (B) 室の間には差圧が生じる。(A) 室と (B) 室の間の仕切り（図中の太い線）は膜になっており、この膜は差圧により (B) 室側に膨らむ。膜には中空軸が取り付けられており、中空軸が (D) 弁を押すことにより (C) 室と供給空気だめの間が開通し、(C) 室を通じてブレーキシリンダー (6) に圧縮空気が供給される。この状態は (C) 室の大気圧と面した膜（太い黒線）が大気圧側に膨張し、軸が大気圧側に押されて (D) 弁を閉鎖するまで継続される。
ブレーキ力を維持する（ブレーキ弁は重なり位置）
ブレーキ管の減圧が止まり、膨張した (A) 室（膨張により減圧）と (B) 室（ブレーキ管は減圧済み）の均衡が保たれ、AB室間の膜が中立状態に戻る。同時に中空軸も (A) 室側に戻るため、(D) 弁が遮断されブレーキシリンダーへの圧縮空気供給が遮断される。なおかつ、ブレーキシリンダーの圧力はそのまま保持される。
ブレーキ力を弱める（ブレーキ弁は運転、または緩め位置）
ブレーキ管の増圧が始まり、(B) 室側の圧力が高くなり、AB室間の膜は (A) 室側に膨らむ。同時に中空軸も (A) 室側に動く。この時、(D) 弁に圧着されていた中空軸が (D) 弁から離れ、(C) 室と大気の間の通路が形成される、よって、ブレーキシリンダー (6) の圧力は大気に開放され減圧される。

#### 採用車種
三圧力式制御弁を搭載する車両は、例えば201系電車（国鉄）、キハ54形気動車、キハ183系 - 185系特急形気動車（JR北海道、JR四国、JR九州）、コキ100系貨車（JR貨物）などがあり、その数は数千両に達する。

## セルフラップ機構
旧態的なブレーキハンドルを装備した自動空気ブレーキにおける運転形態は前述のとおり、通常、ブレーキ弁の開放時間に応じてブレーキ管が減圧され、それに応じてブレーキ力が強くなっていくものであり、これを使いこなすには熟練技術を必要とした。これに対し、WABCOが開発したものがブレーキ弁の開放角度に応じてブレーキ管を減圧するセルフラップ機構である。
セルフラップ機構のブレーキハンドルはブレーキノッチが刻まれており、この開放度に応じてブレーキ力が強まる。この機構の採用によりブレーキ操作が簡便になり、また容易に必要に応じたブレーキ力を確保できるため運転時間の短縮にも貢献する。
日本においてはDE10形ディーゼル機関車で採用され、また気動車の高速化・ブレーキ応答性改善のためキハ90系で試作された後、キハ181系で量産化された。
なお日本ではセルフラップ機構が電磁直通ブレーキ及び電気指令式ブレーキ特有と一般に誤解されている。これは私鉄高性能電車群や101系電車登場後も、自動空気ブレーキでは国鉄私鉄問わず旧態依然としたA動作弁を前提としたブレーキハンドルが採用され続けた事による弊害である。実際にはKU動作弁開発後の国鉄自動ブレーキ車は原則としてセルフラップ機構を採用している。

## 電磁自動空気ブレーキ

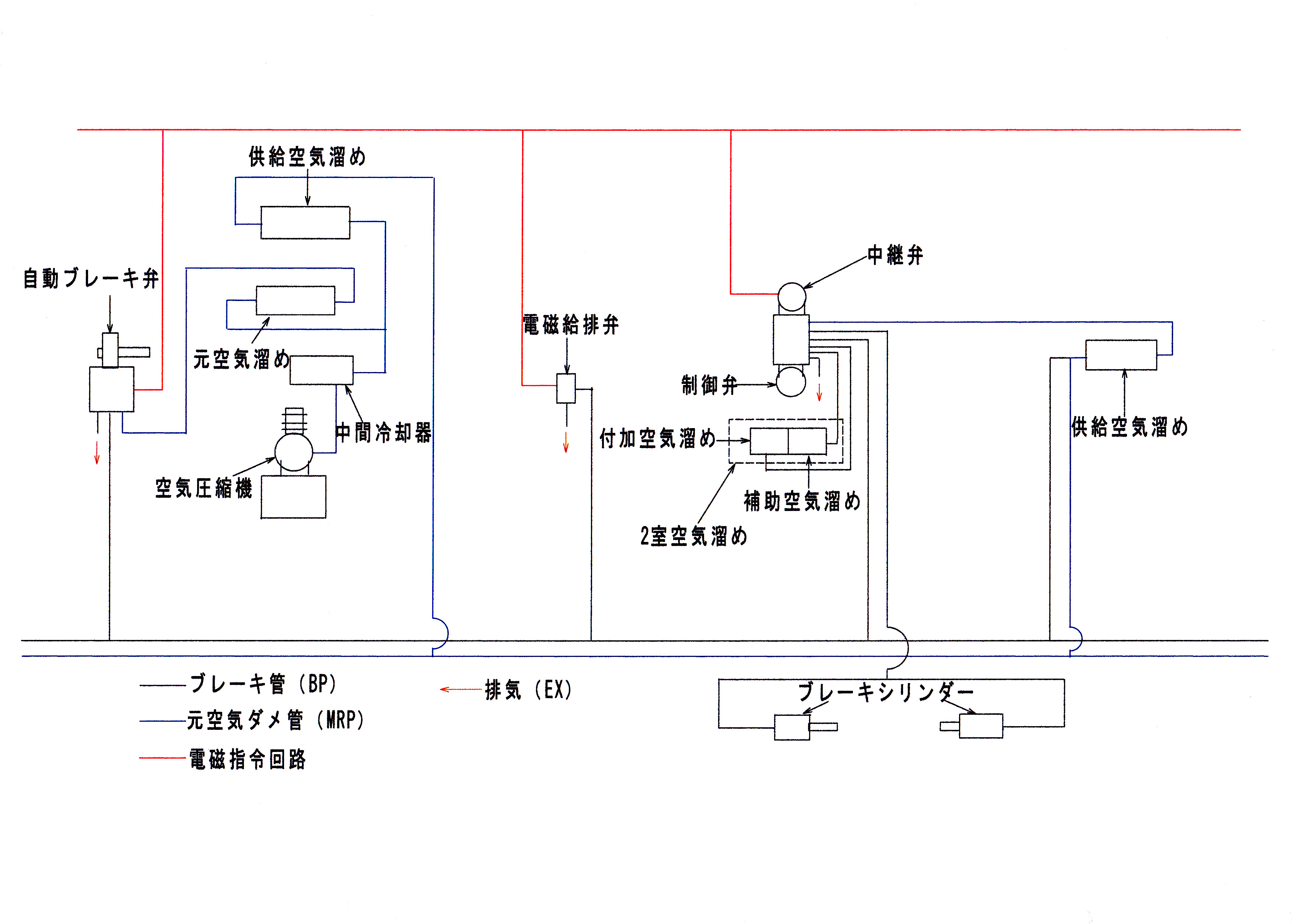
電磁自動空気ブレーキ（AREBブレーキ）のモデル図。

自動空気ブレーキの派生形として、電磁自動空気ブレーキがあり、空気圧指令式の自動空気ブレーキに電気信号による減圧指令により作動する電磁給排弁の減圧を併用する方法である。これは、自動空気ブレーキでは、ブレーキ弁操作の減圧によるブレーキ管の圧力変化の伝播のタイムラグにより、ブレーキ操作から停止までの時間や距離が増大する欠点があり、電磁給排弁を併用することによりブレーキ管の圧力変化の伝播のタイムラグを無くして、編成各車のブレーキの応答性の向上と均等化を図ったものである。
当初はWABCOによって古いP弁やM弁を搭載する車両でブレーキ制御弁をU弁などの高価な機種に換装せず、廉価に長大編成化を実現する手段として研究開発が行われ、1910年代よりアメリカのインターアーバンなどで実用化された。
日本では戦前から試験は行われていたが本格採用には至らず、第二次世界大戦後、国鉄80系電車で国鉄が開発したAREブレーキが16両編成実現の切り札として採用されたことで一気に普及した。
従来通りの操作を必要とするため、電磁直通ブレーキと比較して応答性や操作性で見劣りするが、ブレーキ系統を重複させずに済むこと、従来の自動ブレーキ車とも併結可能なことから、電磁直通ブレーキが一般化した後も、一部私鉄の電車で近年まで採用され続けた。また、国鉄は気動車で主として長大編成化実現の手段として、キハ58系急行形気動車でDAEブレーキ、特急形気動車などでDARSブレーキあるいはCLEブレーキという名称でこれを採用した他、機関車牽引の旅客・貨物列車の高速化実現の手段としても採用されている。
現在の電車では、ブレーキの制御をすべて電気的な信号により行う電気指令式ブレーキが一般的であるが、電磁自動空気ブレーキは客貨車用として現在も多用されており、また電気指令式ブレーキ搭載車であっても非常ブレーキについては、ほとんどの車両で自動空気ブレーキの動作原理に基づくブレーキ機構が搭載され続けている。

## 歴史
世界初の自動空気ブレーキは1872年、空気ブレーキを発明したジョージ・ウェスティングハウスのウェスティングハウス・エア・ブレーキによって発明された。